# اتو سوردروپ
اتو اسوردروپ (انگلیسی: Otto Neumann Knoph Sverdrup؛ زاده ۳۱ اکتبر ۱۸۵۴ درگذشته ۲۶ نوامبر ۱۹۳۰) یک ناخدا اهل نروژ بود.